# Клан Иннс
Иннс — один из кланов равнинной части Шотландии (лаулендерский клан). 

## История клана
Клан Иннс имеет древнее происхождение и происходит от рыцаря Бервальда (Berowald) Фландрского, которому король Малькольм IV пожаловал в 1160 году баронство Иннс в Морее. 
Земли баронства находились на южном берегу залива Морей-Ферт и простирались на 10 километров между реками Спей и Лосси. 
Внук Бервальда, сэр Уолтер Иннс, был первым, кто взял себе фамилию Иннс, и в 1226 году получил от Александра II подтверждение на владение баронством Иннс.
В 1381 году умер 8-й лорд Иннс по прозвищу «Добрый сэр Роберт». Он оставил после себя троих сыновей: наследника Александра — 9-го лорда Иннса, который вскоре женился на Джанет, дочери последнего тана Аберхирдера, и через этот брак унаследовал земли в Абердиншире; Джона — впоследствии он стал епископом Морея и восстанавливал кафедральный собор Элгина, разрушенный Баденохским волком; и Джорджа, будущего главу монашеского ордена тринитариев. Александру наследовал сын, сэр Уолтер. Он был вождем (чифом) клана на протяжении пятидесяти шести лет до самой своей смерти в 1454 году. Иннсы продолжали расширять свои владения, семейство процветало и росло.
Сын Александра, сэр Роберт, 11-й лорд Иннс, сражался в 1452 году против графа Хантли в битве при Брехине. Его старший сын Джеймс служил оруженосцем короля Якова III, а в 1490 году принимал в фамильном замке Иннс короля Якова IV.
Сэр Роберт, 20-й глава Иннсов и член парламента от Морея, в 1625 году был Карлом I Стюартом сделан баронетом Новой Шотландии и в 1650 году основал Порт-Гармут (Garmouth). 3-й баронет сэр Джеймс женился на леди Маргарет Кер (Margaret Ker), представительнице одного из септов клана Керр. Сэр Джеймс, 6-й баронет и 25-й вождь клана, в 1767 году продал земли Иннса графу Файфа и переселился в Англию. Он вернулся в Шотландию, когда в 1805 году стал 5-м герцогом Роксборо (Duke of Roxburghe). Джеймс, 6-й герцог, в 1836 году стал графом Иннс.
Из ветвей клана также известны Бархеты из Балверни, которые происходят от Уолтера Иннса из Иннермарки, сына сэра Роберта Иннса, 11-го вождя клана; и Иннсы из Кокстона, ветвь Иннсов из Иннермарки, известная постройкой в XVI веке замечательной башни Кокстон около Элгина.